# Universidad Nacional Experimental del Magisterio Samuel Robinson
La Universidad Nacional Experimental del Magisterio Samuel Robinson (UNEM), es una universidad pública de Venezuela, ubicada en todos los Centros Araguaney alrededor del país, la cual tiene su sede principal en Caracas, Distrito Capital. Creada el 1 de noviembre de 2018, por decreto presidencial n.º 3.651, publicado en gaceta oficial 415.15. La misma está enmarcada en la planificación gubernamental llamada Misión Alma Mater.
Es una universidad que en su principio nació como la Micromisión Simón Rodríguez (MMSR), para insertar nuevos aspirantes con el Programa Nacional de Formación (PNF) en pregrado, pero luego de dicha transformación, se amplió a los trabajadores y docentes del Ministerio del Poder Popular para la Educación, para sus estudios de pregrado y posgrado en el marco del Programa Nacional de Formación Avanzado en Educación (PNFA) y Programas Nacionales No Conducentes a Grado (PNCG) con los diplomados.

## Historia
La UNEM, nace debido a la necesidad de transformar la Micromisión Simón Rodríguez (MMSR), creada en 2014 y que su finalidad era la capacitación de aspirantes docentes para entrar al ministerio educativo venezolano, bajo las diferentes áreas de formación (PNF), en los sistemas de educación inicial, básica, media general y técnica, de las instituciones públicas de Venezuela. Dichas cohortes salían graduados por la Universidad Nacional Experimental Simón Rodríguez (UNESR).
En esa premisa, el mandatario Nicolás Maduro crea la UNEM, bajo decreto presidencial n.º 3.651, publicado en la gaceta venezolana n.º 415.15 y en el marco de la Misión Alma Mater.

## Composición
La UNEM, tiene su sede principal en la ciudad de Caracas, Distrito Capital, con otras sedes en los diferentes Araguaney de Venezuela. En la misma se capacitan tantos a nuevos ingresos como a empleados de la educación pública venezolana. La misma maneja una filosofía humanista y emplea el modelo de Programa Nacional de Formación (PNF) y Programa Nacional de Formación Avanzada (PNFA) para los estudios de posgrado. En cual se desarrollan en cinco seminarios de investigación.

### Programas de Formación
La UNEM, tiene como principio fundamental desarrollar egresados comprometidos dentro del nuevo modelo educativo venezolano. La misma está estructurada en los siguientes programas:
- Programa Nacional de Formación de Profesores de Educación Inicial, Primaria y Media: Dedicado a trabajadores y nuevos ingresos que quieren participar como nuevos docentes en el área de educación inicial, primaria y media, aparte de la modalidad de especial. En el mismo se maneja el área de pregrado y los PNF.
- Programa Nacional de Formación y Estudios Avanzados de Educación: Exclusivo para todos aquellos trabajadores y docentes ya adscritos al ministerio venezolano, que buscan crecer académicamente en estudios de posgrado (especializaciones, maestrías y doctorados).
- Programa Nacional no Conducentes a Grado: Más adherente a personal que quiere prepararse en cursos, talleres, diplomados, seminarios entre otros que no tengan una titularización y por defecto grado.[11]

### Carreras y estudios de pregrado y posgrado
La titulación que otorga la universidad en pregrado es de Licenciados en Educación, en las siguientes menciones:
- Educación Inicial.
- Educación Básica.
- Educación Especial.
- Educación de Jóvenes y Adultos.
- Educación Media: Biología.
- Educación Media: Ciencias Naturales.
- Educación Media: Educación Física.
- Educación Media: Física.
- Educación Media: Química.
- Educación Media: Geografía, Historia y Ciudadanía.
- Educación Media: Lengua.
- Educación Media: Lengua Extranjera.
- Educación Media: Matemática.

Para estudios de posgrado, la universidad otorga diversas especializaciones, maestrías y doctorados.
- Especializaciones
  - Especialización en Derechos de los Niños, Niñas y Adolescentes, Convivencia Solidaria y Paz.
  - Especialización en Dirección y Supervisión Educativa.
  - Especialización en Educación Básica.[13]
  - Especialización en Educación de Jóvenes, Adultos y Adultas.
  - Especialización en Educación en Agroecología.
  - Especialización en Educación Especial para la Prevención y Atención Integral Temprana.
  - Especialización en Educación Física.
  - Especialización en Educación Física para Niños y Niñas.
  - Especialización en Educación Geografía, Historia y Ciudadanía.
  - Especialización en Educación Inicial.
  - Especialización en Educación Lengua y Comunicación.
  - Especialización en Educación Lenguas Extranjeras: Inglés.
  - Especialización en Educación Matemática.
  - Especialización en Educación Sexual.
  - Especialización en Educación Tecnología de la Información y Comunicación.
  - Especialización en Educación y Trabajo.
  - Especialización en Pedagogía Cultural e Interculturalidad.
  - Especialización en Lengua Extranjera Inglés para Educación Básica.
  - Especialización en Promoción de la Lectura y Escritura.

- Maestrías
  - Maestría en Ciencias Naturales para Educación Media.
  - Maestría en Dirección y Supervisión Educativa.
  - Maestría en Educación Básica.
  - Maestría en Educación Física para Educación Media.
  - Maestría en Educación Inicial.
  - Maestría en Geografía, Historia y Ciudadanía para Educación Media.
  - Maestría en Inglés en Educación Media.
  - Maestría en Lengua y Comunicación para Educación Media.
  - Maestría en Matemáticas para Educación Media.

- Doctorados
  - Doctorado en Educación.[11]

## Rectores
Desde 2018, su rectora ha sido Belkis Bigott.